# Focus (Cynic)
Focus è il primo album in studio del gruppo musicale statunitense Cynic, pubblicato il 13 settembre 1993 dalla Roadrunner Records.

## Descrizione
Registrato presso i Morrisound Recording di Tampa, Focus è uno dei dischi fondamentali per la nascita del technical death metal, insieme a Unquestionable Presence degli Atheist e Human dei Death. In particolar modo, l'album è il più radicale dei tre nell'accogliere influenze rock progressivo e fusion, risultando maggiormente incentrato sulla melodia e caratterizzato da testi positivi ispirati al misticismo orientale, riducendo pertanto la voce death.

## Tracce
Testi e musiche di Cynic.
1. Veil of Maya – 5:23
2. Celestial Voyage – 3:40
3. The Eagle Nature – 3:30
4. Sentiment – 4:23
5. I'm but a Wave To... – 5:30
6. Uroboric Forms – 3:32
7. Textures – 4:42
8. How Could I – 5:28

Tracce bonus nella riedizione del 2004
1. Veil of Maya (2004 Remix) – 5:21
2. I'm but a Wave To... (2004 Remix) – 5:21
3. How Could I (2004 Remix) – 6:19
4. Cosmos – 4:21
5. The Circle's Gone – 5:20
6. Endless Endeavors – 3:54
7. I'm but a Wave To... (Instrumental) – 5:27

## Formazione
Gruppo
- Jason Gobel – chitarra, guitar synth
- Paul Masvidal – voce, chitarra, guitar synth
- Sean Malone – basso, Chapman Stick
- Sean Reinert – batteria acustica ed elettronica, tastiera

Altri musicisti
- Tony Teegarden – voce aggiuntiva
- Sonia Otey – voce aggiuntiva
- Steve Gruden – voce aggiuntiva

Produzione
- Cynic – produzione
- Scott Burns – produzione, ingegneria del suono, missaggio
- Mike Fuller – mastering